# Lista gatunków z rodzaju Aleiodes
Lista gatunków z rodzaju Aleiodes – lista gatunków owadów błonkoskrzydłych z rodziny męczelkowatych zaliczanych do rodzaju Aleiodes.
Do rodzaju zalicza się co najmniej kilkaset gatunków. Cały czas opisywane są nowe:

- A. abdominalis Cresson, 1869
- A. abraxanae van Achterberg, 2010
- A. accohannocki Fortier, 2009
- A. achingae
- A. aciculatus Cresson, 1869
- A. aciculodeum
- A. aclydis Townsend, 2009
- A. adorabelleae
- A. aestuosus (Reinhard, 1863)
- A. affinis (Herrich-Schaffer, 1838)
- A. africanus
- A. agagg
- A. aglaurus Chen & He, 1991
- A. akidnus Marsh & Shaw, 1998
- A. alafuscus Fortier, 2009
- A. albidactyl Shimbori & Shaw, 2014
- A. albigena Shimbori & Shaw, 2014
- A. albiterminus Townsend, 2009
- A. albitibia (Herrich-Schaffer, 1838)
- A. albiviria Shimbori & Shaw, 2014
- A. alboannulatus (Belokobylskij, 1988)
- A. alboluteus
- A. alexandri (Belokobylskij, 1988)
- A. aligarhensis (Qadri, 1933)
- A. alternator (Nees, 1834)
- A. alutaceus (Granger, 1949)
- A. alluaudi (Szepligeti, 1914)
- A. amoretae Butcher & Quicke, 2011
- A. amurensis Belokobylskij, 2000
- A. anatariatus Fortier, 2007
- A. anguaae
- A. angulinervis He & Chen, 1990
- A. angulodeum
- A. angustatus (Papp, 1971)
- A. angustipennis Marsh & Shaw, 2003
- A. angustipterus van Achterberg & Shaw, 2016
- A. annulatus (Granger, 1949)
- A. antananarivoensis Shenefelt, 1975
- A. antennatus (Belokobylskij, 1988)
- A. antescutum
- A. apicalis
- A. apiconigrus
- A. apiculatus (Fahringer, 1932)
- A. aquaedulcensis Fortier, 2006
- A. aquilonius Shaw & Marsh, 2006
- A. aranamai Fortier, 2009
- A. arbitrium Townsend, 2009
- A. archicolorus
- A. arcticus (Thomson, 1892)
- A. areelucki
- A. areolatus
- A. argyllacearivorax Fortier, 2007
- A. arikarai Fortier, 2009
- A. arizonensis Marsh & Shaw, 1997
- A. armatus Wesmael, 1838
- A. arnoldii (Tobias, 1976)
- A. arsenjevi (Belokobylskij, 1988)
- A. artesiariae van Achterberg & Shaw, 2016
- A. ascrobi
- A. asperum
- A. assateaguenus Fortier, 2009
- A. assimilis (Nees, 1811)
- A. aterrimus (Ratzeburg, 1852)
- A. atriceps Cresson, 1869
- A. atricornis (Cresson, 1872)
- A. atripileatus Townsend, 2009
- A. atiun
- A. autographae (Viereck, 1910)
- A. avvakumi Belokobylskij, 2000
- A. axaceei Fortier, 2009
- A. aztecus (Cameron, 1905)
- A. bachmaduplus
- A. bachmatriplus
- A. bakeri
- A. barnardae Quicke & Shaw, 2006
- A. basipunctatus
- A. basistriatus
- A. basutai Quicke & Shaw, 2006
- A. batyr Belokobylskij, 2000
- A. bengalensis Butcher & Quicke, 2011
- A. bicolor (Spinola, 1808)
- A. bimaculatus Shimbori & Shaw, 2014
- A. binkyi
- A. bipannus (van Achterberg, 1991)
- A. biscutus
- A. bistrigatus Roman, 1917
- A. bobwhartoni
- A. borealis (Thomson, 1892)
- A. boreoasiaticus Belokobylskij, 2000
- A. brachyphlebus Marsh & Shaw, 2001
- A. bretti Bardon & Fortier, 2009
- A. brevicellula Fortier, 2006
- A. brevimedius
- A. brevipendulatus van Achterberg, 1995
- A. breviradialis (Granger, 1949)
- A. brevis Shaw & Marsh, 2006
- A. brunniguttatus
- A. bucculentus Marsh & Shaw, 2001
- A. buoculus Marsh, 1989
- A. burrus Cresson, 1869
- A. butcheri
- A. buzurae He & Chen, 1990
- A. buzuriduplus
- A. buzuriquadruplus
- A. buzuritriplus
- A. caboverdensis (Hedqvist, 1965)
- A. cacuangoi Shimbori & Shaw, 2014
- A. calicis
- A. calvus
- A. cameronii (Dalla Torre, 1898)
- A. cantherius (Lyle, 1919)
- A. canus
- A. capillosus Townsend, 2009
- A. caprinus
- A. carbonarius Giraud, 1857
- A. carinatus (Ashmead, 1889)
- A. carbonaroides van Achterberg & Shaw, 2020
- A. cariniventris (Enderlein, 1912)
- A. carlsbadensis Fortier, 2006
- A. carminatus van Achterberg & Shaw, 2016
- A. cartwrightensis Fortier, 2007
- A. castaneus
- A. catherinensis Fortier, 2006
- A. caucasicus (Tobias, 1976)
- A. caudalis Hellen, 1927
- A. caudatus (Szepligeti, 1913)
- A. cazieri Marsh & Shaw, 1997
- A. centralis
- A. ceratomiae Marsh & Shaw, 1998
- A. certus (van Achterberg, 1991)
- A. chamba
- A.chenduplus
- A. cheni
- A. circumscriptus (Nees, 1834)
- A. citriscutum Fortier, 2006
- A. cochisensis Fortier, 2006
- A. codon
- A. colberti Shimbori & Shaw, 2014
- A. complexus
- A. compressor (Herrich-Schäffer, 1838)
- A. concoronarius
- A. conformis (Muesebeck, 1960)
- A. conina
- A. connudatum
- A. conpectenus
- A. constriatum
- A. contemptus
- A. convexus van Achterberg, 1991
- A. copiosus Fortier, 2009
- A. coriaceus van Achterberg & Shaw, 2020
- A. coronarius Chen & He, 1991
- A. coronopus
- A. corrusciput
- A. coxalis (Spinola, 1808)
- A. coxator (Telenga, 1941)
- A. cramum
- A. crassijugosus Fortier, 2007
- A. crassipes (Thomson, 1892)
- A. cruentus (Nees, 1834)
- A. cultrarius Shaw & Marsh, 2006
- A. curticornis van Achterberg & Shaw, 2016
- A. curtispina (Granger, 1949)
- A. curtivena
- A. curvicauda
- A. cusackae Butcher & Quicke, 2011
- A. chisosi Fortier, 2009
- A. chumashanus Fortier, 2009
- A. dabai Fortier, 2009
- A. daisetsuzanus (Watanabe, 1937)
- A. dakotensis Fortier, 2007
- A. damus
- A.darlingtonia
- A. deathi
- A. declanae van Achterberg, 2004
- A. dedivus (Szepligeti, 1914)
- A. definus
- A. delicatus Shimbori & Shaw, 2014
- A. deminutus (Szepligeti, 1914)
- A. depanochora van Achterberg, 1995
- A. deyoyoi
- A. diarsianae van Achterberg & Shaw, 2016
- A. dichromatus Shaw & Marsh, 2006
- A. dimorphus
- A. dimidiatus (Spinola, 1808)
- A. dissector (Nees, 1834)
- A. dissiticarina Fortier, 2007
- A. divergerus
- A. diversicornis (Granger, 1949)
- A. dorsofoveolatus Fortier, 2006
- A. downeyi
- A. dresdeni
- A. drymoniae (Watanabe, 1937)
- A. dubiosus (Fullaway, 1919)
- A. ductor (Thunberg, 1822)
- A. duchovskoii Belokobylskij, 2000
- A.  dyeri Shimbori & Shaw, 2014
- A. eadyi
- A. earias Chen & He, 1997
- A. earinos Shaw, 1997
- A. elgon Butcher & Quicke, 2011
- A.  elleni Shimbori & Shaw, 2014
- A. elliptidepressus Penteado-Dias & van Achterberg, 1995
- A. elongatus
- A. eous Belokobylskij, 1996
- A. equalis Chen & He, 1997
- A. esenbeckii (Hartig, 1838)
- A. etvalinus
- A. euproctis He & Chen, 1990
- A. eurinus (Telenga, 1941)
- A. exceptus (Baker, 1917)
- A. excisus (Szepligeti, 1913)
- A. exiguus Fortier, 2009
- A. faciei
- A. faddenae Butcher & Quicke, 2011
- A. fahringeri (Telenga, 1941)
- A. falloni Shimbori & Shaw, 2014
- A. femoratus Cresson, 1869
- A. fenwickae Butcher & Quicke, 2011
- A. fernaldellavorax Fortier, 2006
- A. ferruginosus (Baker, 1917)
- A. ferrugiteli (Shenefelt, 1975)
- A. flannelfooti
- A. flavicorpus Belokobylskij, 2000
- A. flavidus (Cresson, 1865)
- A. flavinotaulus Fortier, 2006
- A. flavistigma Shaw, 1993
- A. flavitarsus Marsh & Shaw, 1998
- A. flavostriatus
- A. floridensis Shaw & Marsh, 2006
- A. forticornis (Granger, 1949)
- A. fortipes (Reinhard, 1863)
- A. fortis (Muesebeck, 1960)
- A. fovodeum
- A. frosti Shimbori & Shaw, 2014
- A. frugalis (Papp, 1977)
- A. fruhstorferi (Cameron, 1910)
- A. fumialis (Shenefelt, 1975)
- A. fuscomedius
- A. fuscipennis (Szepligeti, 1904)
- A. fuscus Chen & He, 1991
- A. gaga
- A. gaspodei
- A. gasterator (Jurine, 1807)
- A. gastritor (Thunberg, 1822)
- A. genalis (Szepligeti, 1910)
- A. geometrae (Ashmead, 1889)
- A. georgiae
- A. glaber (Telenga, 1941)
- A. glabribasalis
- A. glandularis Butcher & Quicke, 2011
- A. globofemurus
- A. glutinum
- A. gossypiellae (Muesebeck, 1956)
- A. gossypii (Muesebeck, 1960)
- A. gracilipes (Telenga, 1941)
- A. graciliventris Belokobylskij, 2000
- A. granulatus (DeGant, 1930)
- A. graphicus (Cresson, 1872)
- A. grassator (Thunberg, 1822)
- A. greeneyi Townsend, 2009
- A. gressitti (Muesebeck, 1964)
- A. griseimaculatus
- A. grodekovi Belokobylskij, 2000
- A. guidaae
- A. haematoxyloni Fortier, 2007
- A. halifaxensis Fortier, 2007
- A. harrimani (Ashmead, 1902)
- A. hei
- A. helenhippersonsae
- A. hellenicus Papp, 1985
- A. hemipterus (Marshall, 1897)
- A. hergeri Papp, 1989
- A. herrena
- A. heterostigma (Stelfox, 1953)
- A. hiisiis Fortier, 2009
- A. hircus
- A. hubeiensis (Chen & He, 1997)
- A. huberi Fortier, 2007
- A. illiniweki Fortier, 2009
- A. improvisus van Achterberg & Shaw, 2020
- A. indiscretus (Reardon, 1970)
- A. incisus
- A. inopinus (van Achterberg, 1991)
- A. insignipes (Brues, 1912)
- A. interstitialis (Enderlein, 1920)
- A. iowensis Fortier, 2009
- A. itamevorus Shaw & Marsh, 2004
- A. jakowlewi (Kokujev, 1898)
- A. jaliscoensis Fortier, 2007
- A. javanus (Szepligeti, 1908)
- A. jeanneli (Szepligeti, 1914)
- A. jimwhitfieldi
- A. juniperi van Achterberg, 2010
- A. kamtshadal Belokobylskij, 2000
- A. kanyawarensis Quicke & Shaw, 2006
- A. karankawai Fortier, 2009
- A. kasenenei Quicke & Shaw, 2006
- A. kasparyani Belokobylskij, 2000
- A. kenyaensis (Shenefelt, 1975)
- A. kingmani Shimbori & Shaw, 2014
- A. kisomm Fortier, 2009
- A. kitchingi
- A. klopfsteinae
- A. kohook Fortier, 2009
- A. korsakovi Belokobylskij, 2000
- A. kotenkoi Belokobylskij, 2000
- A. kozlovi (Telenga, 1941)
- A. krasheninnikovi Belokobylskij, 1996
- A. krulikowskii (Kokujev, 1898)
- A. laevigatus (Herrich-Schaffer, 1838)
- A. lamasi Sulca & Shimbori & Shaw, 2016
- A. lanceolatus (Herrich-Schaffer, 1838)
- A. laphygmae (Viereck, 1912)
- A. lateralis (Baker, 1917)
- A. latericarinis Chen & He, 1991
- A. lavaeolous
- A. leleji Belokobylskij, 1996
- A. lemniscus
- A. leptocarina Fortier, 2000
- A. leptofemur van Achterberg & Shaw, 2016
- A. liessa
- A. lipwigduplicitus
- A. lipwigi
- A. lissos Marsh & Shaw, 2003
- A. lividus (Enderlein, 1912)
- A. lobocarinus
- A. longikeros Shimbori & Shaw, 2014
- A. longicornis (Granger, 1949)
- A. longipendulatus van Achterberg, 1995
- A. longipes (Szepligeti, 1906)
- A. longivena
- A. lucidus (Szepligeti, 1906)
- A. luhmani Fortier, 2009
- A. luteosicarius Shimbori & Shaw, 2014
- A. lymantriae (Watanabe, 1937)
- A. macro Sulca & Shimbori & Shaw, 2016
- A. macroophthalmus
- A. macropodides (Walker, 1860)
- A. maculiput
- A. madagascariensis (Granger, 1949)
- A. magnoculus Fortier, 2009
- A. magratae
- A. maheono Fortier, 2009
- A. maidunus Fortier, 2009
- A. malacosomatos (Mason, 1979)
- A. malarius
- A. malichi
- A. mandibularis
- A. mannegishii Fortier, 2009
- A. marcapatensis (Shenefelt, 1975)
- A. marinensis Fortier, 2009
- A. maritimus Shaw & Marsh, 2004
- A. marilynae Shimbori & Shaw, 2014
- A. medicinebowensis Marsh & Shaw, 2001
- A. mediofuscus
- A. mediomaculatus
- A. megaophthalmos
- A. megastomus Marsh & Shaw, 1999
- A. melanopodus Marsh & Shaw, 1999
- A. melanopterus (Erichson, 1848)
- A. mellificus
- A. mericeti
- A. meruensis Butcher & Quicke, 2011
- A. mexicanus Cresson, 1869
- A. miani Marsh & Shaw, 1999
- A. microculatus (Watanabe, 1937)
- A. microophthalmos
- A. microsomus (Tobias, 1972)
- A. min Fortier, 2009
- A. miniatus (Herrich-Schaffer, 1838)
- A. mirandae Shimbori & Shaw, 2014
- A. modestus (Reinhard, 1863)
- A. moldavicus Tobias, 1986
- A. molecryptus
- A. molestus (Cresson, 1872)
- A. mongolicus (Telenga, 1941)
- A. montanus (Baker, 1917)
- A. morio (Reinhard, 1863)
- A. morti
- A. mubfsi Quicke & Shaw, 2006
- A. muirii (Fullaway, 1919)
- A. muravievi Belokobylskij, 2000
- A. mutilus
- A. mythimnae He & Chen, 1988
- A. napo Shimbori & Shaw, 2014
- A. narangae (Rohwer, 1934)
- A. nathismus
- A. nebulosus Townsend, 2009
- A. necsubson
- A. nigribasis (Enderlein, 1920)
- A. nigricans (Chen & He, 1997)
- A. nigricarpus (Szepligeti, 1907)
- A. nigriceps Wesmael, 1838
- A. nigricornis Wesmael, 1838
- A. nigricosta (Enderlein, 1920)
- A. nigrifemur van Achterberg & Shaw, 2020
- A. nigrilatus Fortier, 2009
- A. nigrinervis (Szepligeti, 1908)
- A. nigripes (Enderlein, 1920)
- A. nigristemmaticum (Enderlein, 1920)
- A. nitidus Chen & He, 1991
- A. niveni
- A. nivori
- A. nobilis (Curtis, 1834)
- A. nocturnus
- A. nolophanae (Ashmead, 1889)
- A. nonicones
- A. notozophus Marsh & Shaw, 1997
- A. nubicola Shimbori & Shaw, 2014
- A. nunbergi (Noskiewicz, 1956)
- A. oaxacensis Fortier, 2006
- A. occimaculatus
- A. ocellaris (Szepligeti, 1910)
- A. oculator (Szepligeti, 1905)
- A. oculatus (Baker, 1917)
- A. onyx Shimbori & Shaw, 2014
- A. optimus Belokobylskij, 2000
- A. opus
- A. orion
- A. oryzaetora He & Chen, 1988
- A. paenicarinus
- A. palmatoides Marsh & Shaw, 2003
- A. palmatus (Walley, 1941)
- A. palmito Sulca & Shimbori & Shaw, 2016
- A. paltshevskii Belokobylskij, 2000
- A. pallescens Hellen, 1927
- A. pallidator (Thunberg, 1822)
- A. pallidicornis (Herrich-Schaffer, 1838)
- A. pallidistigmus (Telenga, 1941)
- A. pallimedius
- A. palmae
- A. palmatipes
- A. pappi Butcher & Quicke, 2011
- A. parabretti Bardon & Fortier, 2009
- A. parabuzurae
- A. paracatherinensis Fortier, 2009
- A. paracopiosus Fortier, 2009
- A. paraluhmani Fortier, 2009
- A. parareolatus Fortier, 2009
- A. paraselu Fortier, 2009
- A. parasiticus Norton, 1869
- A. parasongsi
- A. parasquilaxensis Fortier, 2009
- A. pardalotus Marsh & Shaw, 1998
- A. parentalis Belokobylskij, 2000
- A. parisaae
- A. parvicauda (Tobias, 1985)
- A. paulmarshi
- A. pectopulicis
- A. pectoralis (Ashmead, 1894)
- A. pectunguis
- A. pectunguisella
- A. pedalis Cresson, 1869
- A. pellucens (Telenga, 1941)
- A. penultimoluteus
- A. perinetensis Shenefelt, 1975
- A. periscelis (Reinhard, 1863)
- A. perplexus (Gahan, 1917)
- A. phantasmatis
- A. picipes (Herrich-Schaffer, 1838)
- A. pictus (Herrich-Schäffer, 1838)
- A. pilosus (Cresson, 1872)
- A. pinnulae
- A. placidus
- A. platypterygis (Ashmead, 1889)
- A. plurilineatus (Cameron, 1911)
- A. plurivena Butcher & Quicke, 2011
- A. politiceps (Gahan, 1917)
- A. polititergus
- A. politus (Szepligeti, 1906)
- A. ponderi
- A. pooedooa Fortier, 2009
- A. postmaculus
- A. praetor (Reinhard, 1863)
- A. preclarus Marsh & Shaw, 1998
- A. prillae
- A. probuzurae
- A. procarinatus
- A. procoronarius
- A.pronopus
- A. propodealis
- A. propodocarinus
- A. protocastaneus
- A. provancheri Fortier, 2007
- A. przewalskii (Kokujev, 1898)
- A. pseudicones
- A. pseudoanatariatus Fortier, 2009
- A. pseudospeciosus Quicke & Butcher, 2011
- A. pseudoterminalis Marsh & Shaw, 2001
- A. pteppicymoni
- A.s ptraci
- A. pulchripes Wesmael, 1838
- A. punctipes (Thomson, 1892)
- A. quadratus Shaw & Marsh, 2006
- A. quadrum (Tobias, 1976)
- A. quebecensis (Provancher, 1880)
- A. quickei Fortier, 2007
- A. quiniguanus Fortier, 2009
- A. radialis (Tobias, 1972)
- A. rectanguliguttatus
- A. reisi Fortier & Sherman, 2008
- A. reticulatus Noskiewicz, 1956
- A. reticulisoma
- A.reus
- A. ridcullyi
- A. rileyi Cresson, 1869
- A. rincewindi
- A.s risaae
- A. rivulus
- A. roberti Butcher & Quicke, 2011
- A. robustipes Belokobylskij, 2000
- A. rogezensis (Granger, 1949)
- A. rossi Marsh & Shaw, 1997
- A. rossicus (Kokujev, 1898)
- A. rubroniger Belokobylskij, 2000
- A. ruficeps (Telenga, 1941)
- A. ruficornis (Herrich-Schaffer, 1838)
- A. rufipes (Thomson, 1892)
- A. rufomedius
- A. rugoscutus
- A. rugosicostalis van Achterberg, 1995
- A. rugosus (Kurhade & Nikam, 2001)
- A. rugulosus (Nees, 1811)
- A. ryrholmi van Achterberg & Shaw, 2016
- A. sacharissa
- A. sanctihyacinthi (Provancher, 1880)
- A. sapporensis (Watanabe, 1937)
- A. sarceei Fortier, 2009
- A. satanas (Telenga, 1941)
- A. scriptus (Enderlein, 1920)
- A. scrutator (Say, 1836)
- A. schewyrewi (Kokujev, 1898)
- A. schirjajewi (Kokujev, 1898)
- A. schultzei (Baker, 1917)
- A. scottshawi
- A. secwepemc Fortier, 2007
- A. segakiato Sulca & Shimbori & Shaw, 2016
- A. selachiii
- A. selu Fortier, 2009
- A. seriatus (Herrich-Schaffer, 1838)
- A. sesquipunctatus
- A. sexmaculativorax Fortier, 2007
- A. shakirae Shimbori & Shaw, 2014
- A. sharkeyi Butcher & Quicke, 2011
- A. shawi Fortier, 2007
- A. shaworum Shimbori & Penteado-Dias, 2011
- A. shenefelti Shaw & Marsh, 2006
- A. shestakovi (Shenefelt, 1975)
- A. siamensis
- A. sibiricus (Kokujev, 1903)
- A. sichotealinus Belokobylskij, 1996
- A. signatus (Nees, 1811)
- A. similicodon
- A. similis (Curtis, 1834)
- A. simillimus (Ashmead, 1889)
- A. sinevi Belokobylskij, 2000
- A. sirin Belokobylskij, 1996
- A. smithi Marsh & Shaw, 2001
- A. songsi
- A. sonorensis (Cameron, 1887)
- A. sophieae
- A. spasskensis Belokobylskij, 2000
- A. speciosus
- A. squilaxensis Fortier, 2009
- A. stewarti Shimbori & Shaw, 2014
- A. stibbonsi
- A. stigmator (Say, 1824)
- A. stilpnos Townsend, 2009
- A. stohelit
- A. subemarginatus
- A. subfuscomedius
- A. submediofuscus
- A. subscleroma (Quicke & Shaw, 2005)
- A. subson
- A. sudatorius Papp, 1986
- A. suffusus (Baker, 1917)
- A. sutthisani
- A. synorion
- A. tashimai (Kusigemati, 1983)
- A. teatimei
- A. terminalis Cresson, 1869
- A. terneicus Belokobylskij, 2000
- A. territatus Papp, 1989
- A. testaceus (Spinola, 1808)
- A. tetrarugulosus
- A. texanus Cresson, 1869
- A. thirakupti
- A. tmaliaae
- A. tobiasi
- A. totuyai Fortier, 2009
- A. townesorum Marsh & Shaw, 2001
- A. townsendi Shimbori & Shaw, 2014
- A. transvena
- A. transversestriatus (Granger, 1949)
- A. trevelyanae Quicke & Shaw, 2006
- A. trianguliscleroma Butcher & Quicke, 2011
- A. tricolor (Haliday, 1836)
- A. tricoloripes
- A. trifasciatus (Enderlein, 1920)
- A. trisphaeropyx
- A. troitza Belokobylskij, 2000
- A. tsukubaensis Belokobylskij, 2000
- A. tulensis Fortier, 2006
- A. tulipus
- A. tullyi Fortier, 2009
- A. turcicus van Achterberg & Shaw, 2020
- A. turgidipalpus
- A. tzantza Shimbori & Shaw, 2014
- A. ufei (Walley, 1941)
- A. ugandaensis Butcher & Quicke, 2011
- A. ungularis (Thomson, 1892)
- A. unifasciatus Chen & He, 1991
- A. unipunctator (Thunberg, 1822)
- A. valinus
- A. vanachterbergi
- A. variifemurus
- A. varius (Herrich-Schaffer, 1838)
- A. vassununga Shimbori & Penteado-Dias, 2011
- A. vaughani (Muesebeck, 1960)
- A. venustulus (Kokujev, 1905)
- A. vetinarii
- A. vicinus (Papp, 1977)
- A. vietuput
- A. vierecki Marsh & Shaw, 2001
- A. virginiensis Marsh & Shaw, 1998
- A. vollenhoveni (Gribodo, 1881)
- A. wadai (Watanabe, 1937)
- A. wahli Marsh & Shaw, 1998
- A. whartoni Shaw & Marsh, 2006
- A. wicayazipa Fortier, 2009
- A. wyomingensis Shaw & Marsh, 2006
- A. xanthus (Marshall, 1892)
- A. yalaensis
- A. yanayacu Shimbori & Shaw, 2014
- A. yasirae van Achterberg, 1995
- A. zuburae
- A. zwakhalsi van Achterberg & Shaw, 2020